# Punct de condensare
Punctul de condensare este una din proprietățile fizice ale oricărui substanțe aflată în stare gazoasă, fiind temperatura la care, în anumite condiții date de presiune, volum și concentrație, gazul începe a se transforma în lichid.

### În termodinamică
În fizică, mai exact în domeniul fizicii numit termodinamică, punctul de condensare este studiat în special în capitolele cunoscute sub numele de transformări de fază, legile gazelor și calorimetrie.

### În meteorologie
În meteorologie, punctul de condensare, noțiune generală aplicabilă oricărei substanțe, este redefinit și nuanțat ca punct de rouă, aplicându-se strict la fenomene atmosferice ce au loc pe planeta Pământ.  Ca atare, noțiunea de punct de rouă este strict aplicabilă la apa în stare gazoasă și la fenomenele meteorologice care apar ca urmare a acestei transformări de fază, așa cum sunt norii, ceața, negura, ploaia, ninsoarea, poleiul și zăpada.